# Ночная семейка
«Ночна́я семе́йка» (англ. Night Family) — четвёртый эпизод шестого сезона американского мультсериала «Рик и Морти». Сценарий к эпизоду написал Роб Шрэб, режиссёром выступил Джейкоб Хэйр.
Премьера эпизода состоялась 25 сентября 2022 года в блоке Adult Swim на Cartoon Network.

## Сюжет
За завтраком пожилой учёный Рик Санчес показывает своей семье (дочери Бет,
зятю Джерри, внуку Морти и внучке Саммер) «Сомнамбулятор» — устройство, которое может заставить их бессознательные тела выполнять различную работу, пока они спят. Тела, находящиеся под воздействием устройства, называются «Ночными личностями».
Все решают воспользоваться устройством, чтобы их тела во время сна выполняли всю рутинную работу, которую они не хотят делать в часы бодрствования, за исключением Джерри, который хорошо относится к «Ночному Джерри». Спустя некоторое время «Ночная Саммер» посылает семье через «Ночного Джерри» просьбу смывать остатки еды с посуды, так как её затем трудно отмывать. Рик приходит в ярость и специально загрязняет обеденный стол, чтобы «Ночная семейка» его убрала. В отместку «семейка» разбивает всю посуду в доме, из-за чего Рик делает семье на 110 % не разбиваемую посуду, не соглашаясь с условиями «Ночной Саммер». Утром семья узнаёт, что «Ночная семейка» вынесла из дома всю мебель и спрятала «Сомнамбулятор». «Ночная Саммер» провозглашает себя лидером «Ночной семейки» и порабощает всю семью, заставляя их работать как днём, так и ночью. В одну из ночей Джерри просит помощи у «Ночного Джерри» и последний освобождает семью. Они сбегают от «Ночной Саммер», однако в процессе погони машины сталкиваются, из-за чего в сознании остаётся один лишь Рик. «Ночной Джерри» предлагает Рику принять условия «Ночной Саммер», однако Рик отказывается и «Ночная Саммер» погружает семью в вечный сон с помощью снотворного.
В сцене после титров у «Ночной семейки» конфискуют автомобиль за неуплату налогов, и, устав от вечной рутинной работы по дому, «Ночная семейка» разрушает «Сомнамбулятор», пробуждая настоящую семью. Однако семья с ужасом узнаёт, что за время сна их любимое мороженое Choco Taco было навсегда снято с продажи.

## Производство
«Мы подумали: „А что если Саммер была бы большим злодеем в этом эпизоде? Что, если эта девочка-подросток превратится в Ганнибала Лектера с хвостиком?“» — Роб Шрэб
«Выясняется, что обиды Саммер, её глубокие проблемы с дедушкой обретают форму восстания ночной семейки». — Джейкоб Хэйр
Перед выходом шестого сезона были неофициально раскрыты названия эпизодов, в том числе «Ночная семейка». 19 и 21 сентября были выпущены расширенные превью. Первоначально планировалось, что эпизод выйдет в воскресенье, 25 сентября, в 11 вечера в США и в 4 утра в Великобритании.
В видео Inside The Episode: «Night Family» на YouTube-канале Adult Swim, соавтор сериала «Рик и Морти» Дэн Хармон объяснил, что концепция эпизода вынашивалась в течение многих лет. Во время работы над сценарием Роб Шрэб задался вопросом: «…а что если Саммер станет большим злодеем в эпизоде?». Перспектива появления Злой Саммер появилась ещё в августе 2021 года, после намёка актрисы озвучивания Саммер Спенсер Грэммер.

### Поднятые темы и культурные отсылки
Название является отсылкой к телесериалу ужасов «Ночная галерея» Рода Серлинга, а вступительное стихотворение в начале эпизода — «Fragment of an Agon» Томаса Элиота. Термин «Демоноид», используемый на протяжении всего эпизода, происходит от слова «Демоноид» из мексиканского фильма ужасов «Демоноид: Посланник смерти» (1981). Некоторые издания заявили, что эпизод некоторыми чертами напоминает сериал «Разделение» (с 2022), транслируемый на платформе Apple TV+.

## Рейтинги и восприятие
На сайте-агрегаторе рецензий Rotten Tomatoes эпизод получил рейтинг одобрения 100 % на основе 7 отзывов со средней оценкой 8,3/10. При этом эпизод «Ночная семейка» посмотрели около 300 тысяч человек в США.
Кори Плант из Inverse сравнил эпизод с фильмом Джордана Пилы «Мы» (2019) и сериалом «Разделение». Он оценил тяжёлую хоррор-тематику эпизода, которую, по его словам, подчеркнула партитура Райана Элдера. Автор сайта Den of Geek Джо Матар заявил, что история, разворачивающаяся в доме Смитов и с их участием, получилась удачной. Матар также отметил, что научно-фантастические концепции сработали успешно и что это «эпизод, в котором правильно подобран баланс неприязни и привязанности в семье». По мнению Марко Вито Оддо из Collider, этот эпизод является самым слабым в сезоне, в то же время он отметил, что «забавно наблюдать», как «две версии семьи Смит борются за контроль над своей жизнью». В своей рецензии на эпизод с оценкой «А» Ричард Уркиза из winteriscoming.net, дочерней компании FanSided, заявил, что это лучший эпизод сезона на данный момент, с комедией, забавной историей и хорошей концепцией. Майк Зерфельд присвоил эпизоду 4 звезды из 5, написав, что начало напоминает сериал «Гриффины», но по мере продолжения он набирает обороты, демонстрируя структуру повествования с эффектом домино и «запоминающуюся историю».

### Награды и номинации
| Год  | Награда                      | Категория                                                 | Результат | Прим.  |
| ---- | ---------------------------- | --------------------------------------------------------- | --------- | ------ |
| 2023 | «Энни»                       | «Лучшая анимационная телепрограмма для широкой аудитории» | Номинация | [ 25 ] |
| 2023 | Прайм-таймовая премия «Эмми» | «Лучшая анимационная программа»                           | Номинация | [ 26 ] |